# Swedish Open
Openul Suediei masculin (sponsorizat de Skistar) este un turneu de tenis ATP Tour 250, care se desfășoară la Båstad, Suedia, în iulie, în fiecare an.
Openul Suediei feminin (sponsorizat de Collector) este un turneu de tenis desfășurat la Båstad, Suedia, între 2009 și 2017, ca turneu internațional și succesor al Nordic Light Open de la Stockholm. Din anul 2019 este un turneu la nivel de challenger. Se joacă pe terenuri cu zgură, în aer liber.

## Rezultate

### Simplu masculin
| An           | Campion                                | Finalist                               | Scor                                   |
| ------------ | -------------------------------------- | -------------------------------------- | -------------------------------------- |
| 1948         | Eric Sturgess                          | Enrique Morea                          | 6–2, 7–5, 6–4                          |
| 1949         | Eric Sturgess                          | Torsten Johansson                      | 6–1, 6–0, 6–4                          |
| 1950         | Eric Sturgess                          | Torsten Johansson                      | 5–7, 7–5, 6–3, 6–4                     |
| 1951         | Felicisimo Ampon                       | Raymundo Deyro                         | 9–7, 6–0, 6–1                          |
| 1952         | Budge Patty                            | Mervyn Rose                            | 6–4, 6–3, 4–6, 6–3                     |
| 1953         | Budge Patty                            | Sven Davidson                          | 6–4, 7–5, 6–8, 6–4                     |
| 1954         | Budge Patty                            | Rex Hartwig                            | 7–5, 2–6, 3–6, 8–6, 6–4                |
| 1955         | Ham Richardson                         | Mervyn Rose                            | 4–6, 6–2, 6–4, 6–2                     |
| 1956         | Ken Rosewall                           | Kurt Nielsen                           | 7–5, 6–3, 6–1                          |
| 1957         | Ulf Schmidt                            | Sven Davidson                          | 4–6, 6–4, 6–3, 6–3                     |
| 1958         | Ashley Cooper                          | Mervyn Rose                            | 2–6, 2–6, 6–3, 6–4, 6–3                |
| 1959         | Luis Ayala                             | Ramanathan Krishnan                    | 6–1, 6–1, 5–7, 6–1                     |
| 1960         | Luis Ayala                             | Ramanathan Krishnan                    | 6–1, 6–0, 6–4                          |
| 1961         | Ulf Schmidt                            | Neale Fraser                           | 6–3, 6–4, 7–5                          |
| 1962         | Manuel Santana                         | Jan-Erik Lundqvist                     | 4–6, 5–7, 6–4, 7–5, 6–3                |
| 1963         | Jan-Erik Lundqvist                     | Boro Jovanović                         | 6–4, 7–5, 6–4                          |
| 1964         | Roy Emerson                            | Nikola Pilić                           | 1–6, 7–5, 6–1, 6–2                     |
| 1965         | Manuel Santana                         | Roy Emerson                            | 6–1, 6–1, 6–4                          |
| 1966         | Alexander Metreveli                    | Manuel Santana                         | 3–6, 2–6, 6–1, 7–5, 6–4                |
| 1967         | Martin Mulligan                        | Emerson, Lundqvist, Okker              | Round Robin                            |
| ↓ Open Era ↓ |                                        |                                        |                                        |
| 1968         | Martin Mulligan                        | Ion Țiriac                             | 8–6, 6–4, 6–4                          |
| 1969         | Manuel Santana                         | Ion Țiriac                             | 8–6, 6–4, 6–1                          |
| 1970         | Dick Crealy                            | Georges Goven                          | 6–3, 6–1, 6–1                          |
| 1971         | Ilie Năstase                           | Jan Leschly                            | 6–7, 6–2, 6–1, 6–4                     |
| 1972         | Manuel Orantes                         | Ilie Năstase                           | 6–4, 6–3, 6–1                          |
| 1973         | Stan Smith                             | Manuel Orantes                         | 6–4, 6–2, 7–6                          |
| 1974         | Björn Borg                             | Adriano Panatta                        | 6–3, 6–0, 6–7, 6–3                     |
| 1975         | Manuel Orantes                         | José Higueras                          | 6–0, 6–3                               |
| 1976         | Tonino Zugarelli                       | Corrado Barazzutti                     | 4–6, 7–5, 6–2                          |
| 1977         | Corrado Barazzutti                     | Balázs Taróczy                         | 7–6, 6–7, 6–2                          |
| 1978         | Björn Borg                             | Corrado Barazzutti                     | 6–1, 6–2                               |
| 1979         | Björn Borg                             | Balázs Taróczy                         | 6–1, 7–5                               |
| 1980         | Balázs Taróczy                         | Tony Giammalva                         | 6–3, 3–6, 7–6                          |
| 1981         | Thierry Tulasne                        | Anders Järryd                          | 6–2, 6–3                               |
| 1982         | Mats Wilander                          | Henrik Sundström                       | 6–4, 6–4                               |
| 1983         | Mats Wilander                          | Anders Järryd                          | 6–1, 6–2                               |
| 1984         | Henrik Sundström                       | Anders Järryd                          | 3–6, 7–5, 6–3                          |
| 1985         | Mats Wilander                          | Stefan Edberg                          | 6–1, 6–0                               |
| 1986         | Emilio Sánchez                         | Mats Wilander                          | 7–6, 4–6, 6–4                          |
| 1987         | Joakim Nyström                         | Stefan Edberg                          | 4–6, 6–0, 6–3                          |
| 1988         | Marcelo Filippini                      | Francesco Cancellotti                  | 2–6, 6–4, 6–4                          |
| 1989         | Paolo Canè                             | Bruno Orešar                           | 7–6, 7–6                               |
| 1990         | Richard Fromberg                       | Magnus Larsson                         | 6–2, 7–6                               |
| 1991         | Magnus Gustafsson                      | Alberto Mancini                        | 6–1, 6–2                               |
| 1992         | Magnus Gustafsson                      | Tomás Carbonell                        | 5–7, 7–5, 6–4                          |
| 1993         | Horst Skoff                            | Ronald Agénor                          | 7–5, 1–6, 6–0                          |
| 1994         | Bernd Karbacher                        | Horst Skoff                            | 6–4, 6–3                               |
| 1995         | Fernando Meligeni                      | Christian Ruud                         | 6–4, 6–4                               |
| 1996         | Magnus Gustafsson                      | Andriy Medvedev                        | 6–1, 6–3                               |
| 1997         | Magnus Norman                          | Juan Antonio Marín                     | 7–5, 6–2                               |
| 1998         | Magnus Gustafsson                      | Andriy Medvedev                        | 6–2, 6–3                               |
| 1999         | Juan Antonio Marín                     | Andreas Vinciguerra                    | 6–4, 7–6(7–4)                          |
| 2000         | Magnus Norman                          | Andreas Vinciguerra                    | 6–1, 7–6(8–6)                          |
| 2001         | Andrea Gaudenzi                        | Bohdan Ulihrach                        | 7–5, 6–3                               |
| 2002         | Carlos Moyà                            | Younes El Aynaoui                      | 6–3, 2–6, 7–5                          |
| 2003         | Mariano Zabaleta                       | Nicolás Lapentti                       | 6–3, 6–4                               |
| 2004         | Mariano Zabaleta                       | Gastón Gaudio                          | 6–1, 4–6, 7–6(7–4)                     |
| 2005         | Rafael Nadal                           | Tomáš Berdych                          | 2–6, 6–2, 6–4                          |
| 2006         | Tommy Robredo                          | Nikolay Davydenko                      | 6–2, 6–1                               |
| 2007         | David Ferrer                           | Nicolás Almagro                        | 6–1, 6–2                               |
| 2008         | Tommy Robredo                          | Tomáš Berdych                          | 6–4, 6–1                               |
| 2009         | Robin Söderling                        | Juan Mónaco                            | 6–3, 7–6(7–4)                          |
| 2010         | Nicolás Almagro                        | Robin Söderling                        | 7–5, 3–6, 6–2                          |
| 2011         | Robin Söderling                        | David Ferrer                           | 6–2, 6–2                               |
| 2012         | David Ferrer                           | Nicolás Almagro                        | 6–2, 6–2                               |
| 2013         | Carlos Berlocq                         | Fernando Verdasco                      | 7–5, 6–1                               |
| 2014         | Pablo Cuevas                           | João Sousa                             | 6–2, 6–1                               |
| 2015         | Benoît Paire                           | Tommy Robredo                          | 7–6(9–7), 6–3                          |
| 2016         | Albert Ramos-Viñolas                   | Fernando Verdasco                      | 6–3, 6–4                               |
| 2017         | David Ferrer                           | Alexandr Dolgopolov                    | 6–4, 6–4                               |
| 2018         | Fabio Fognini                          | Richard Gasquet                        | 6–3, 3–6, 6–1                          |
| 2019         | Nicolás Jarry                          | Juan Ignacio Londero                   | 7–6(9–7), 6–4                          |
| 2020         | Anulat din cauza pandemiei de COVID-19 | Anulat din cauza pandemiei de COVID-19 | Anulat din cauza pandemiei de COVID-19 |
| 2021         | Casper Ruud                            | Federico Coria                         | 6-3, 6–3                               |
| 2022         | Francisco Cerúndolo                    | Sebastián Báez                         | 7–6(7–4), 6–2                          |
| 2023         | Andrei Rubliov                         | Casper Ruud                            | 7–6(7–3), 6–0                          |
| 2024         | Nuno Borges                            | Rafael Nadal                           | 6–3, 6–2                               |
| 2025         | Luciano Darderi                        | Jesper de Jong                         | 6–4, 3–6, 6–3                          |

| Campion           | Nr.titluri | An                     |
| ----------------- | ---------- | ---------------------- |
| Magnus Gustafsson | 4          | 1991, 1992, 1996, 1998 |
| Mats Wilander     | 3          | 1982, 1983, 1985       |
| Björn Borg        | 3          | 1974, 1978, 1979       |
| David Ferrer      | 3          | 2007, 2012, 2017       |
| Manuel Santana    | 3          | 1962, 1965, 1969       |
| Budge Patty       | 3          | 1952, 1953, 1954       |
| Eric Sturgess     | 3          | 1948, 1949, 1950       |
| Robin Söderling   | 2          | 2009, 2011             |
| Tommy Robredo     | 2          | 2006, 2008             |
| Mariano Zabaleta  | 2          | 2003, 2004             |
| Magnus Norman     | 2          | 1997, 2000             |
| Martin Mulligan   | 2          | 1967, 1968             |
| Ulf Schmidt       | 2          | 1957, 1961             |
| Luis Ayala        | 2          | 1959, 1960             |

### Dublu masculin
| An                   | Campioni                               | Finaliști                              | Scor                                   |
| -------------------- | -------------------------------------- | -------------------------------------- | -------------------------------------- |
| 1954                 | Ken Rosewall Rex Hartwig               | Tony Trabert Budge Patty               | 12–14, 8–6, 6–1, 6–3                   |
| 1955-57 nu s-a ținut |                                        |                                        |                                        |
| 1958                 | Mervyn Rose Ashley Cooper              | Francisco Contreras Mario Llamas       | 6–2, 6–1, 6–2                          |
| 1959                 | Luis Ayala Ramanathan Krishnan         | Sven Davidson Torsten Johansson        | 7–5, 6–3, 3–6, 6–1                     |
| 1960-68 nu s-a ținut |                                        |                                        |                                        |
| 1969                 | Ilie Năstase Ion Țiriac                | Manuel Orantes Manuel Santana          | 6–3, 6–4                               |
| 1970                 | Dick Crealy Allan Stone                | Željko Franulović Jan Kodeš            | 6–2, 2–6, 12–10                        |
| 1971                 | Ilie Năstase Ion Țiriac                | Jaime Pinto-Bravo Butch Seewagen       | 7–6, 6–1                               |
| 1972 nu s-a ținut    |                                        |                                        |                                        |
| 1973                 | Nikola Pilić Stan Smith                | Bob Carmichael Frew McMillan           | 2–6, 6–4, 6–4                          |
| 1974                 | Paolo Bertolucci Adriano Panatta       | Ove Nils Bengtson Björn Borg           | 3–6, 6–2, 6–4                          |
| 1975                 | Ove Nils Bengtson Björn Borg           | Juan Gisbert Manuel Orantes            | 7–6, 7–5                               |
| 1976                 | Fred McNair Sherwood Stewart           | Wojtek Fibak Juan Gisbert              | 6–3, 6–4                               |
| 1977                 | Mark Edmondson John Marks              | Jean-Louis Haillet François Jauffret   | 6–4, 6–0                               |
| 1978                 | Bob Carmichael Mark Edmondson          | Péter Szőke Balázs Taróczy             | 7–5, 6–4                               |
| 1979                 | Heinz Günthardt Bob Hewitt             | Mark Edmondson John Marks              | 6–2, 6–2                               |
| 1980                 | Heinz Günthardt Markus Günthardt       | John Feaver Peter McNamara             | 6–4, 6–4                               |
| 1981                 | Mark Edmondson John Fitzgerald         | Anders Järryd Hans Simonsson           | 2–6, 7–5, 6–0                          |
| 1982                 | Anders Järryd Hans Simonsson           | Joakim Nyström Mats Wilander           | 0–6, 6–3, 7–6                          |
| 1983                 | Joakim Nyström Mats Wilander           | Anders Järryd Hans Simonsson           | 1–6, 7–6, 7–6                          |
| 1984                 | Jan Gunnarsson Michael Mortensen       | Juan Avendaño Fernando Roese           | 6–0, 6–0                               |
| 1985                 | Stefan Edberg Anders Järryd            | Sergio Casal Emilio Sánchez            | 6–0, 7–6                               |
| 1986                 | Sergio Casal Emilio Sánchez            | Craig Campbell Joey Rive               | 6–4, 6–2                               |
| 1987                 | Stefan Edberg Anders Järryd            | Emilio Sánchez Javier Sánchez          | 7–6, 6–3                               |
| 1988                 | Patrick Baur Udo Riglewski             | Stefan Edberg Niclas Kroon             | 6–7, 6–3, 7–6                          |
| 1989                 | Per Henricsson Nicklas Utgren          | Josef Čihák Karel Nováček              | 7–5, 6–2                               |
| 1990                 | Ronnie Båthman Rikard Bergh            | Jan Gunnarsson Udo Riglewski           | 6–1, 6–4                               |
| 1991                 | Ronnie Båthman Rikard Bergh            | Magnus Gustafsson Anders Järryd        | 6–4, 6–4                               |
| 1992                 | Tomás Carbonell Christian Miniussi     | Christian Bergström Magnus Gustafsson  | 6–4, 7–5                               |
| 1993                 | Henrik Holm Anders Järryd              | Brian Devening Tomas Nydahl            | 6–1, 3–6, 6–3                          |
| 1994                 | Jan Apell Jonas Björkman               | Nicklas Kulti Mikael Tillström         | 6–2, 6–3                               |
| 1995                 | Jan Apell Jonas Björkman               | Jon Ireland Andrew Kratzmann           | 6–3, 6–0                               |
| 1996                 | David Ekerot Jeff Tarango              | Joshua Eagle Peter Nyborg              | 6–4, 3–6, 6–4                          |
| 1997                 | Nicklas Kulti Mikael Tillström         | Magnus Gustafsson Magnus Larsson       | 6–0, 6–3                               |
| 1998                 | Magnus Gustafsson Magnus Larsson       | Lan Bale Piet Norval                   | 6–4, 6–2                               |
| 1999                 | David Adams Jeff Tarango               | Nicklas Kulti Mikael Tillström         | 7–6(8–6), 6–4                          |
| 2000                 | Nicklas Kulti Mikael Tillström         | Andrea Gaudenzi Diego Nargiso          | 4–6, 6–2, 6–3                          |
| 2001                 | Karsten Braasch Jens Knippschild       | Simon Aspelin Andrew Kratzmann         | 7–6(3), 4–6, 7–6(7–5)                  |
| 2002                 | Jonas Björkman Todd Woodbridge         | Paul Hanley Michael Hill               | 7–6(8–6), 6–4                          |
| 2003                 | Simon Aspelin Massimo Bertolini        | Lucas Arnold Mariano Hood              | 6–7(3–7), 6–0, 6–4                     |
| 2004                 | Mahesh Bhupathi Jonas Björkman         | Simon Aspelin Todd Perry               | 4–6, 7–6(7–2), 7–6(8–6)                |
| 2005                 | Jonas Björkman Joachim Johansson       | José Acasuso Sebastián Prieto          | 6–2 6–3                                |
| 2006                 | Jonas Björkman Thomas Johansson        | Christopher Kas Oliver Marach          | 6–3, 4–6, [10–4]                       |
| 2007                 | Simon Aspelin Julian Knowle            | Martín García Sebastián Prieto         | 6–2, 6–4                               |
| 2008                 | Jonas Björkman Robin Söderling         | Johan Brunström Jean-Julien Rojer      | 6–2, 6–2                               |
| 2009                 | Jaroslav Levinský Filip Polášek        | Robert Lindstedt Robin Söderling       | 1–6, 6–3, [10–7]                       |
| 2010                 | Robert Lindstedt Horia Tecău           | Andreas Seppi Simone Vagnozzi          | 6–4, 7–5                               |
| 2011                 | Robert Lindstedt Horia Tecău           | Simon Aspelin Andreas Siljeström       | 6–3, 6–3                               |
| 2012                 | Robert Lindstedt Horia Tecău           | Alexander Peya Bruno Soares            | 6–3, 7–6(7–5)                          |
| 2013                 | Nicholas Monroe Simon Stadler          | Carlos Berlocq Albert Ramos            | 6–2, 3–6, [10–3]                       |
| 2014                 | Johan Brunström Nicholas Monroe        | Jérémy Chardy Oliver Marach            | 4–6, 7–6(7–5), [10–7]                  |
| 2015                 | Jérémy Chardy Łukasz Kubot             | Juan Sebastián Cabal Robert Farah      | 6–7(6–8), 6–3, [10–8]                  |
| 2016                 | Marcel Granollers David Marrero        | Marcus Daniell Marcelo Demoliner       | 6–2, 6–3                               |
| 2017                 | Julian Knowle Philipp Petzschner       | Sander Arends Matwé Middelkoop         | 6–2, 3–6, [10–7]                       |
| 2018                 | Julio Peralta Horacio Zeballos         | Simone Bolelli Fabio Fognini           | 6–3, 6–4                               |
| 2019                 | Sander Gillé Joran Vliegen             | Federico Delbonis Horacio Zeballos     | 6–7(5–7), 7–5, [10–5]                  |
| 2020                 | Anulat din cauza pandemiei de COVID-19 | Anulat din cauza pandemiei de COVID-19 | Anulat din cauza pandemiei de COVID-19 |
| 2021                 | Sander Arends David Pel                | Andre Begemann Albano Olivetti         | 6–4, 6–2                               |
| 2022                 | David Vega Hernández Rafael Matos      | Simone Bolelli Fabio Fognini           | 6–4, 3–6, [13–11]                      |
| 2023                 | Gonzalo Escobar Aleksandr Nedovyesov   | Francisco Cabral Rafael Matos          | 6–2, 6–2                               |
| 2024                 | Orlando Luz Rafael Matos               | Manuel Guinard Grégoire Jacq           | 7–5, 6–4                               |
| 2025                 | Guido Andreozzi Sander Arends          | Adam Pavlásek Jan Zieliński            | 6–7(4–7), 7–5, [10–6]                  |

### Simplu feminin

#### 1948–prezent
| An                     | Campioană                              | Finalistă                              | Scor                                   |
| ---------------------- | -------------------------------------- | -------------------------------------- | -------------------------------------- |
| 1948                   | Hilde Sperling                         | Jadwiga Jędrzejowska                   | 8–6, 0–6, 6–1                          |
| 1949                   | Thelma Long                            | Hilde Sperling                         | 6–2, 6–3                               |
| 1950                   | Thelma Long (2)                        | Hilde Sperling                         | 3–6, 6–2, 6–4                          |
| 1951                   | Nancye Wynne Bolton                    | Solveig Gustafsson                     | 6–3, 6–1                               |
| 1952                   | Hazel Redick-Smith                     | Julia Wipplinger                       | 6–2, 8–6                               |
| 1953                   | Maureen Connolly                       | Julia Sampson                          | 6–1, 6–3                               |
| 1954                   | Birgit Sandén                          | Milly Vagn-Nielsen                     | 6–2, 6–2                               |
| 1955                   | Doris Hart                             | Ruth Kaufman                           | 6–3, 9–7                               |
| 1956                   | Angela Buxton                          | Birgit Sandén                          | 3–6, 6–3, 6–4                          |
| 1957                   | Shirley Bloomer                        | Yola Ramírez                           | 7–5, 6–4                               |
| 1958                   | Heather Segal                          | Karol Fageros                          | 2–6, 6–0, 6–0                          |
| 1959                   | Beverly Baker Fleitz                   | Joan Johnson                           | 6–4, 6–1                               |
| 1960                   | Lea Pericoli                           | Silvana Lazzarino                      | 3–6, 7–5, 6–2                          |
| 1961                   | Belmar Gundersen                       | Ulla Löthberg                          | 6–1, 6–2                               |
| 1962                   | Maria Bueno                            | Ulla Sandulf                           | 6–2, 6–0                               |
| 1963                   | Edda Buding                            | Maria Teresa Riedl                     | 6–1, 7–5                               |
| 1964                   | Donna Fales                            | Ulla Sandulf                           | 6–3, 5–7, 6–3                          |
| 1965                   | Christina Sandberg                     | Leena Ahonen                           | 6–8, 6–4, 6–4                          |
| 1966                   | Christina Sandberg (2)                 | Katarina Bartholdson                   | 6–4, 6–1                               |
| 1967                   | Françoise Dürr                         | Rosie Casals                           | 7–5, 2–6, 6–2                          |
| 1968                   | Julie Heldman                          | Kathleen Harter                        | default                                |
| 1969                   | Peaches Bartkowicz                     | Christina Sandberg                     | 5–7, 6–4, 6–2                          |
| 1970                   | Peaches Bartkowicz (2)                 | Ingrid Bentzer                         | 6–1, 6–1                               |
| 1971                   | Helga Masthoff                         | Ingrid Bentzer                         | 4–6, 6–1, 6–3                          |
| 1972                   | Ingrid Bentzer                         | Christina Sandberg                     | 2–6, 6–3, 8–6                          |
| 1973                   | Glynis Coles                           | Christina Sandberg                     | 4–6, 6–4, 6–3                          |
| 1974                   | Sue Barker                             | Marijke Schaar                         | 6–1, 7–5                               |
| 1975                   | Sue Barker (2)                         | Helga Niessen Masthoff                 | 6–4, 6–0                               |
| 1976                   | Renáta Tomanová                        | Helena Anliot                          | 6–3, 6–2                               |
| 1977                   | Florența Mihai                         | Mary Struthers                         | 6–4, 6–4                               |
| 1978                   | Elly Appel-Vessies                     | Sylvia Hanika                          | 6–2, 6–4                               |
| 1979                   | Elisabeth Ekblom                       | Lena Sandin                            | 7–6, 6–3                               |
| 1980                   | Virginia Ruzici                        | Nina Bohm                              | 6–2, 7–5                               |
| 1981                   | Lena Sandin                            | Catrin Jexell                          | 6–2, 7–6                               |
| 1982                   | Lena Sandin (2)                        | Manuela Maleeva                        | 6–7, 7–5, 6–3                          |
| 1983                   | Virginia Ruzici (2)                    | Carin Anderholm                        | 6–2, 6–3                               |
| 1984                   | Anette Gulley                          | Carin Anderholm                        | 4–6, 6–4, 6–4                          |
| 1985                   | Maria Lindström                        | Olga Votavová                          | 4–6, 6–3, 7–5                          |
| 1986                   | Catarina Lindqvist                     | Catrin Jexell                          | 6–2, 6–0                               |
| 1987                   | Sandra Cecchini                        | Catarina Lindqvist                     | 6–4, 6–4                               |
| 1988                   | Isabel Cueto                           | Sandra Cecchini                        | 7–5, 6–1                               |
| 1989                   | Katerina Maleeva                       | Sabine Hack                            | 6–1, 6–3                               |
| 1990                   | Sandra Cecchini (2)                    | Csilla Bartos                          | 6–1, 6–2                               |
| 1991-2008 nu s-a ținut |                                        |                                        |                                        |
| 2009                   | María José Martínez Sánchez            | Caroline Wozniacki                     | 7–5, 6–4                               |
| 2010                   | Aravane Rezaï                          | Gisela Dulko                           | 6–3, 4–6, 6–4                          |
| 2011                   | Polona Hercog                          | Johanna Larsson                        | 6–4, 7–5                               |
| 2012                   | Polona Hercog (2)                      | Mathilde Johansson                     | 0–6, 6–4, 7–5                          |
| 2013                   | Serena Williams                        | Johanna Larsson                        | 6–4, 6–1                               |
| 2014                   | Mona Barthel                           | Chanelle Scheepers                     | 6–3, 7–6(7–3)                          |
| 2015                   | Johanna Larsson                        | Mona Barthel                           | 6–3, 7–6(7–2)                          |
| 2016                   | Laura Siegemund                        | Kateřina Siniaková                     | 7–5, 6–1                               |
| 2017                   | Kateřina Siniaková                     | Caroline Wozniacki                     | 6–3, 6–4                               |
| 2018 nu s-a ținut      |                                        |                                        |                                        |
| ↓ WTA 125 ↓            |                                        |                                        |                                        |
| 2019                   | Misaki Doi                             | Danka Kovinić                          | 6–4, 6–4                               |
| 2020                   | Anulat din cauza pandemiei de COVID-19 | Anulat din cauza pandemiei de COVID-19 | Anulat din cauza pandemiei de COVID-19 |
| 2021                   | Nuria Párrizas Díaz                    | Olga Govortsova                        | 6–2, 6–2                               |
| 2022                   | Jang Su-jeong                          | Rebeka Masarova                        | 3–6, 6–3, 6–1                          |

### Dublu feminin
| An                 | Campioane                                          | Finaliste                                          | Scor                                   |
| ------------------ | -------------------------------------------------- | -------------------------------------------------- | -------------------------------------- |
| 2009               | Gisela Dulko Flavia Pennetta                       | Nuria Llagostera Vives María José Martínez Sánchez | 6–2, 0–6, 10–5                         |
| 2010               | Gisela Dulko (2) Flavia Pennetta (2)               | Renata Voráčová Barbora Záhlavová-Strýcová         | 7–6(7–0), 6–0                          |
| 2011               | Lourdes Domínguez Lino María José Martínez Sánchez | Nuria Llagostera Vives Arantxa Parra Santonja      | 6–3, 6–3                               |
| 2012               | Catalina Castaño Mariana Duque Mariño              | Eva Hrdinová Mervana Jugić-Salkić                  | 4–6, 7–5, [10–5]                       |
| 2013               | Anabel Medina Garrigues Klára Zakopalová           | Alexandra Dulgheru Flavia Pennetta                 | 6–1, 6–4                               |
| 2014               | Andreja Klepač María Teresa Torró Flor             | Jocelyn Rae Anna Smith                             | 6–1, 6–1                               |
| 2015               | Kiki Bertens Johanna Larsson                       | Tatjana Maria Olga Savchuk                         | 7–5, 6–4                               |
| 2016               | Andreea Mitu Alicja Rosolska                       | Lesley Kerkhove Lidziya Marozava                   | 6–3, 7–5                               |
| 2017               | Quirine Lemoine Arantxa Rus                        | María Irigoyen Barbora Krejčíková                  | 3–6, 6–3, [10–8]                       |
| 2018 nu sa-a ținut |                                                    |                                                    |                                        |
| ↓ WTA 125 ↓        |                                                    |                                                    |                                        |
| 2019               | Misaki Doi Natalia Vikhlyantseva                   | Alexa Guarachi Danka Kovinić                       | 7–5, 6–7(4–7), [10–7]                  |
| 2020               | Anulat din cauza pandemiei de COVID-19             | Anulat din cauza pandemiei de COVID-19             | Anulat din cauza pandemiei de COVID-19 |
| 2021               | Mirjam Björklund Leonie Küng                       | Tereza Mihalíková Kamilla Rakhimova                | 5–7, 6–3, [10–5]                       |
| 2022               | Misaki Doi (2) Rebecca Peterson                    | Mihaela Buzărnescu · Irina Khromacheva             | walkover                               |